# Municipio de Julimes
El Municipio de Julimes es uno de los 67 municipios en que está dividido el estado mexicano de Chihuahua, su cabecera es el pueblo del mismo nombre.

## Geografía
El territorio del municipio es desértico y mayormente plano, tiene pocas corrientes fluviales, siendo las principales los ríos Chuvíscar y Conchos, que pertenecen a la vertiente occidental o del Golfo de México, su clima es árido-extremoso con temperaturas extremas que fluctúan de los 41 °C y los -10 °C. Su economía se basa principalmente en la agricultura, siendo los princiapes cultivos el maíz, frijol, algodón, alfalfa y trigo, además de que también tiene una importante actividad ganadera. Limita al norte con el municipio de Aldama y al este con el municipio de Ojinaga y al sur con el Municipio de Saucillo

## Demografía
Según el Censo de Población y Vivienda de 2010 realizado por el Instituto Nacional de Estadística y Geografía, la población del municipio de Julimes es de 4 953 habitantes, de los cuales 2 553 son hombres y 2 400 son mujeres.

### Localidades
En el censo de 2020 el municipio de Julimes contaba con 81 localidades.
| Código INEGI      | Localidad         | Población (2020) |
| ----------------- | ----------------- | ---------------- |
| 080380001         | Julimes           | 1 913            |
| Otras localidades | Otras localidades | 3 067            |
| Total municipal   | Total municipal   | 4 980            |

## Política

### División administrativa
El municipio de Julimes no tiene secciones municipales.

### Representación legislativa
Para efectos de la división geográfica en distrito electorales locales y federales para la elección de diputados de mayoría, el municipio de Julimes se divide de la siguiente forma:
Local:
- Distrito electoral local 11 de Chihuahua con cabecera en Meoqui.

Federal:
- Distrito electoral federal 5 de Chihuahua con cabecera en Delicias.[8]

### Presidentes Municipales
- (1987 - 1989): María Guadalupe Muñiz Franco
- (1989 - 1992): Antonio Carnero Porras
- (1992 - 1995): Adán Franco Esparza
- (1995 - 1998): Elías Carnero Contreras
- (1998 - 2001): Jesús Alfredo Segovia Páez
- (2001 - 2004): Rigoberto Pando Mata
- (2004 - 2007): Francisco David Carrasco Carnero
- (2007 - 2010): José María Aguirre Moncayo
- (2010 - 2013): Sergio Ramón Porras Valencia
- (2013 - 2016): Narciso Núñez Álvarez
- (2016 - 2018): Angélica Luján Jiménez
- (2018 - 2021): Angélica Luján Jiménez
- (2021 - 2024): José Moncayo Porras